# Бостънският удушвач
„Бостънският удушвач“ (на английски: Boston Strangler) е американска историческа криминална драма от 2023 г. на режисьора и сценариста Мат Ръскин. Той е по действителния случай на Бостънският удушвач през 1960-те години, който уби 13 жени. Във филма участват Кийра Найтли, Кари Куун, Алесандро Нивола, Крис Купър, Дейвид Дастмалчиан и Морган Спектър.
Филмът е пуснат в стрийминг платформата Hulu в Съединените щати на 17 март 2023 г.

## Актьорски състав
- Кийра Найтли – Лорета Маклафлин[2]
- Кари Куун – Джийн Коул[2]
- Алесандро Нивола – Детектив Конли[3]
- Дейвид Дастмалчиан – Албърт ДеСалво[4]
- Морган Спектър – Джеймс Маклафлин[5]
- Бил Кемп – Едмънд Макнамара[2]
- Крис Купър – Джак Маклейн[3]
- Робърт Джон Бърк – Еди Холанд[6]
- Рори Кокран – Детектив ДеЛайн
- Питър Герети – Еди Корсети
- Люк Кърби – Еф Лий Бейли
- Райън Уинкълс – Даниел Марш
- Грег Вростос – Джордж Насар
- Памела Джейн Морган – Ан Саманс
- Пат Фиц – Убиеца